# Jinnan (köpinghuvudort i Kina, Jiangsu Sheng, lat 32,96, long 119,04)
Jinnan (kinesiska: 金南, 金南镇) är en köpinghuvudort i Kina. Den ligger i provinsen Jiangsu, i den östra delen av landet, omkring 100 kilometer norr om provinshuvudstaden Nanjing. Antalet invånare är 26 120. Befolkningen består av 13 702 kvinnor och 12 418 män. Barn under 15 år utgör 8,0 %, vuxna 15-64 år 71 %, och äldre över 65 år 20,0 %.
Runt Jinnan är det tätbefolkat, med 356 invånare per kvadratkilometer. Närmaste större samhälle är Tongcheng, 11,8 km sydväst om Jinnan. Trakten runt Jinnan består till största delen av jordbruksmark.
Genomsnittlig årsnederbörd är 1 294 millimeter. Den regnigaste månaden är juli, med i genomsnitt 289 mm nederbörd, och den torraste är december, med 30 mm nederbörd.